# بنین
بِنین با نام رسمی جمهوری بنین (به فرانسوی: République du Bénin) کشوری واقع در غرب قارهٔ آفریقا است. نام پیشین این کشور داهومی بوده است. بنین از شمال با بورکینافاسو و نیجر و از باختر با توگو و از خاور با نیجریه همسایه است و از سوی جنوب به اقیانوس اطلس می‌رسد. پایتخت آن پورتو نووو است اما مرکز سیاسی کشور در کوتونو قرار گرفته است که در عین حال بزرگ‌ترین شهر و مرکز اقتصادی کشور نیز هست. جمعیت این کشور در ۲۰۲۵ بیش از ۱۴ میلیون نفر   و زبان رسمی آن، فرانسوی است. واحد پولی رایج در این کشور فرانک سی‌اف‌ای آفریقای غربی است. بنین در تاریخ اوت ۱۹۶۰ میلادی از فرانسه اعلام استقلال کرد. حدود ۴۰ درصد از مردم این کشور از قوم فون و بقیه از تعداد زیادی اقوام دیگر هستند.

## نام
بنین تا سی‌ام نوامبر ۱۹۷۵ داهومی نام داشت که از نام امپراتوری داهومی گرفته شده است. برگزیدن نام جدید بنین برای کشور با هدف بی‌طرفی صورت گرفته و به این خاطر است که منطقه تاریخی داهومی تنها یک‌سوم جنوبی کشور کنونی را دربر می‌گرفت و پورتو نوو و همچنین بخشی از شمال را شامل نمی‌شد.
نام بنین از نام خلیج بنین گرفته شده که نام‌گذاری آن هم خود ریشه در حضور امپراتوری بنین در نزدیکی آن دارد.

## تاریخ
بنین از پادشاهی داهومی پدید آمده است. داهومی در آغاز سلطان‌نشینی بود به نام فون که در سده هفتم در اطراف شهر آبو پدید آمد و با گذر زمان بر وسعت خود بسوی شمال و جنوب افزود. در قرن ۱۷ امپراتوری داهومی بخش قابل توجهی از غرب آفریقا را دربر می‌گرفت. این پادشاهی در سده هفدهم به یک پادشاهی مرفه تبدیل شده‌بود که اسیران جنگی خود را به عنوان برده به اروپایی‌ها، به‌ویژه به پرتغالی‌ها و هلندی‌ها می‌فروخت.
ساحل داهومی نیز در آن زمان به عنوان «ساحل بردگان» شهرت یافته‌بود.
یک دژ قدیمی پرتغالی که در حال حاضر موزه است در شهر ساحلی «اُویدا» یادگاری است از دوران تجارت برده‌ها. در نیمه قرن ۱۹، بسیاری از بردگان پیشین برزیلی (آگودا) در شهرهایی مانند پورتو نووو و اویدا ساکن شده و به بازرگانی روی آوردند. این گروه از لحاظ فرهنگی تأثیر زیادی بر مردم محلی به‌ویژه بر یوروباها داشته‌اند.
از سده هیجدهم امپراتوری داهومی آغاز به فروپاشی کرد به‌گونه‌ای که فرانسوی‌ها در سال ۱۸۹۲ موفق شدند بخش بزرگی از این منطقه را در کنترل خود بگیرند. داهومی در سال ۱۸۹۹ به عنوان جزئی از «غرب آفریقای فرانسه» درآمد. در سال ۱۹۵۸ این کشور تحت عنوان جمهوری داهومی به خودمختاری رسید. این کشور در ۱ اوت ۱۹۶۰ استقلالش را به‌دست آورد و جمهوری داهومی بنیان نهاده شد.

پرچم جمهوری خلق بنین (۱۹۹۰–۱۹۷۵)

طی دوازده سال پس از استقلال، کشور از درگیری‌های قومی رنج می‌برد و چندین کودتا و تغییر حکومت در بنین رخ داد.
سورو آپیتی، هوبرت ماگا و ژوستین آهومادگبه که هر یک بخشی از کشور را نمایندگی می‌کردند صحنه سیاسی بنین را در دست داشتند. پس از آن‌که خشونت‌ها به خدشه‌دار شدن اعتبار انتخابات ۱۹۷۰ منجر شد این سه چهره سیاسی برای تشکیل یک شورای ریاست‌جمهوری به توافق رسیدند. در سال ۱۹۷۲ این شورای ریاست‌جمهوری با یک کودتای نظامی تحت رهبری ماتیو کرکو سرنگون شد. کرکو حکومتی مارکسیستی را مستقر کرد و در سال ۱۹۷۵ بنین را جمهوری خلق بنین نامید.
کرکو در اواخر دهه ۸۰ پس از یک بحران اقتصادی ایدئولوژی مارکسیستی را کنار گذاشت و تصمیم گرفت تا دموکراسی را دوباره در کشور مستقر کند.

## جغرافیا

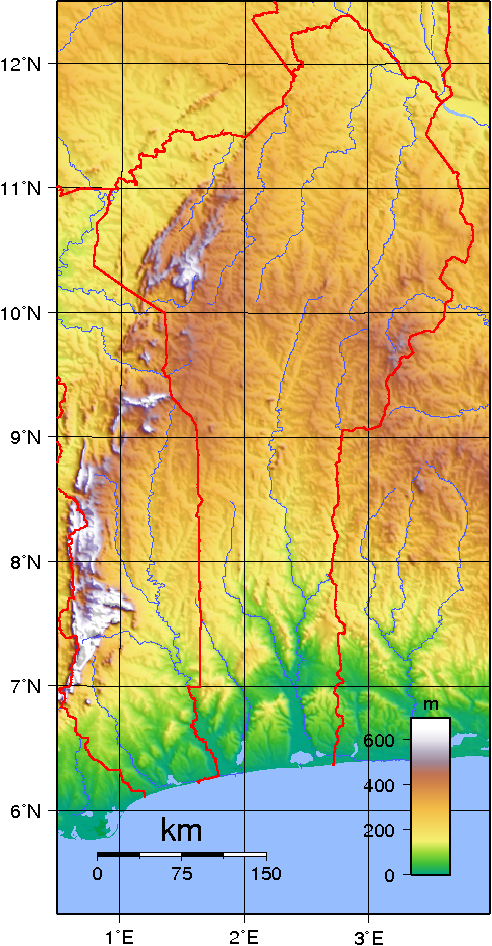
نقشه توپوگرافیک بنین

این کشور که قبلاً «داهومی» نامیده می‌شد، سرزمین کوچکی بین نیجریه و توگو است. بنین ۱۱۲٬۶۲۲ کیلومتر مربع مساحت دارد و از شمال به کشور نیجر و از شرق به نیجریه و از جنوب به خلیج بنین، از غرب به کشور توگو و از شمال غربی به بورکینافاسو محدود است.
بنین به صورت نوار باریکی از خلیج بنین به سوی شمال کشیده شده است. در شمال غرب کوه آتاکورا قرار دارد. در شمال شرق، جلگه‌ها به سوی دره نیجر متمایل است. فلات‌های مرکزی بنین به منطقه کم ارتفاع حاصلخیزی در جنوب منتهی می‌شود. در پشت جلگه‌ای ساحلی و باریک مرداب‌ها جای دارند. آب و هوای آن گرم و مرطوب در جنوب همراه با باران بسیار که به آن نوعی آب هوای شبه استوایی می‌بخشد. هر چه از جنوب به سمت شمال کشور پیش برویم از مقدار بارندگی‌ها کاسته می‌شود. از این رو پوشش گیاهی آن از جنگل‌های استوایی در جنوب و بوته‌زارها در شمال در اختلاف است.
مهم‌ترین شهرهای بنین نیز کوتونو با ۸۱۸ هزار نفر، پاراکو با ۲۲۷ هزار نفر، جوگو با ۲۰۶ هزار نفر و آبومی با ۱۲۶ هزار نفر می‌باشد. رودهای مهم این کشور، ومه، نیجر هستند و بلندترین نقطه بنین گرانکوه آتاکورا با ارتفاع ۳۵ متر است.

## تقسیمات کشوری
کشور بنین دارای ۱۲ استان می‌باشد:
| #  | نقشه     | نام استان  | مرکز   | مساحت کیلومتر مربع | جمعیت (۲۰۰۶) | تراکم جمعیت |
| -- | -------- | ---------- | ------ | ------------------ | ------------ | ----------- |
| ۱  |          | آلیبوری    | کندی   | ۲۵٬۶۸۳             | ۵۹۵۱۹۶       | ۲۳          |
| ۲  | آتاکورا  | ناتیتینگو  | ۲۰٬۴۵۹ | ۶۰۱٬۵۳۷            | ۲۹٫۴         |             |
| ۳  | آتلانتیک | اویده      | ۳٬۲۳۳  | ۹۲۹۳۱۴             | ۲۸۷٫۴        |             |
| ۴  | بورگو    | پاراکو     | ۲۵٬۳۱۰ | ۸۳۱۸۴۲             |              |             |
| ۵  | کولینس   | ساوالو     | ۱۳٬۵۶۱ | ۶۲۵۹۳۳             | ۴۶٫۱۶        |             |
| ۶  | کوفو     | آپلاهویه   | ۲٬۴۰۴  | ۵۷۲۹۲۴             | ۲۳۸٫۳        |             |
| ۷  | دونگا    | جوگو       | ۱۰٬۶۹۱ | ۳۹۵٬۴۱۶            | ۲۷           |             |
| ۸  | لیتورال  | کوتونو     | ۷۹     | ۷۰۱٬۱۳۷            | ۸٬۹۰۰        |             |
| ۹  | مونو     | لوکوسا     | ۱٬۳۹۶  | ۳۸۷٬۳۴۶            | ۲۸۰          |             |
| ۱۰ | اومه     | پورتو نووو | ۱٬۸۶۵  | ۷۸۸٬۵۰۸            | ۴۲۰          |             |
| ۱۱ | پلاتو    | پوبه       | ۲٬۸۳۵  | ۴۴۵٬۴۹۷            | ۱۶۰          |             |
| ۱۲ | زو       | آبومی      | ۵٬۱۰۶  | ۶۳۹٬۲۹۶            | ۱۳۰          |             |

## سیاست

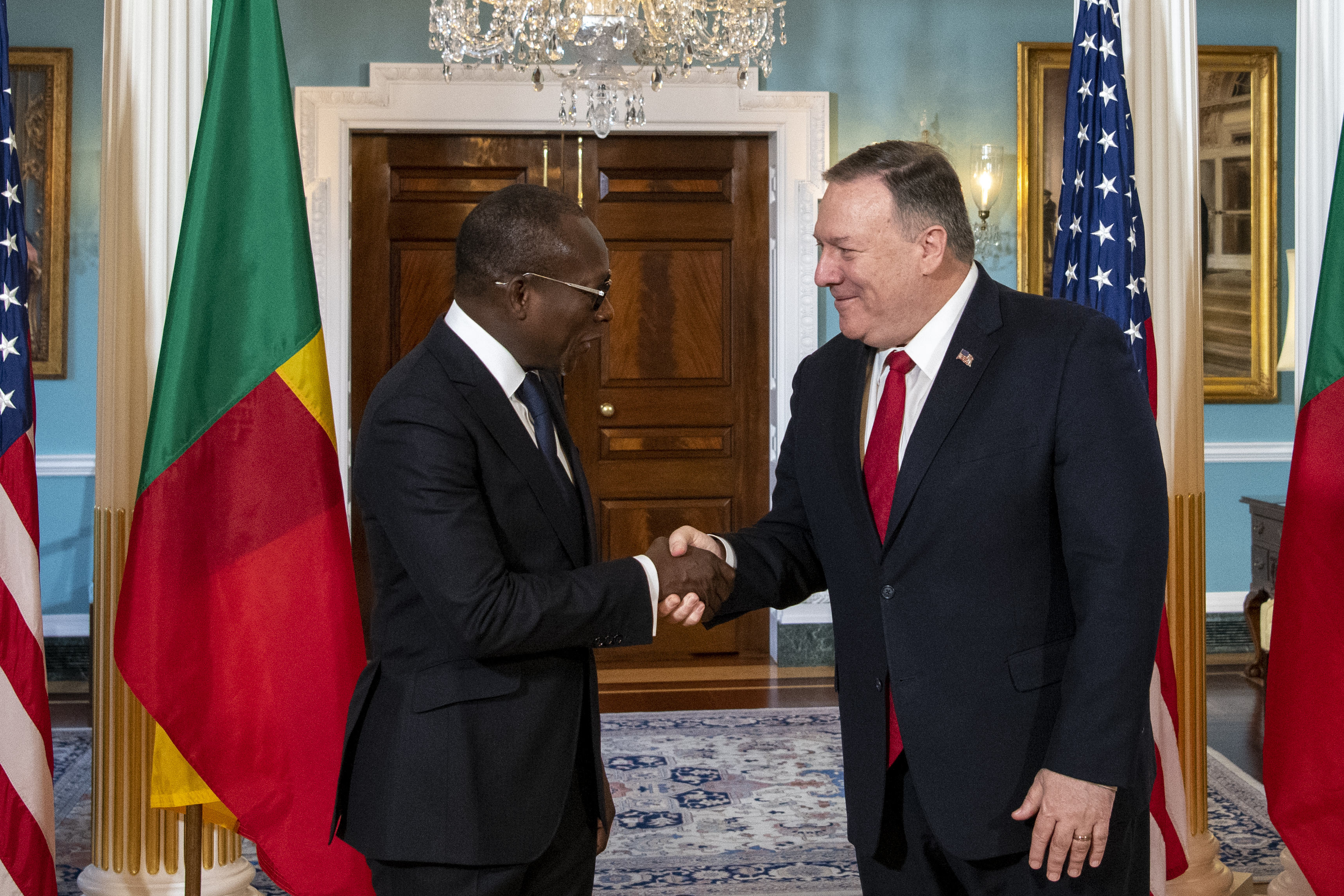
پاتریس تالون رئیس‌جمهور بنین و مایک پمپئو وزیر امورخارجه پیشین آمریکا

لنین در ۱۸۷۲ به مستعمره فرانسه تبدیل شد. این کشور در ۱ اوت ۱۹۶۰ از فرانسه زیر نام داهومی اعلام استقلال کرد. در ۱۹۷۲ یک دولت دیکتاتوری مارکسیست لنینیست در بنین برآمد و به حکومت نظامی‌ها در بنین پایان داد. رهبر این حکومت ماتیو کرکو بود.
ماتیو کریکو در سال ۱۹۷۲ قدرت را در دست گرفت، و در سال ۱۹۷۵ نظام تک‌حزبی به نام حزب انقلاب مردمی بنین در این کشور برقرار کرد که خود رهبر آن بود. در ۱۹۸۹ و با فروپاشی شوروی زمینه‌های حرکت به سوی یک حکومت انتخابی فراهم شد. فشار اقتصادی و ناآرامی‌های فزاینده کرکو را مجبور کرد در ۱۹۹۰ کنفرانسی ملی را برگزار کند. نتیجه کنفرانس قانونی اعلام شدن فعالیت احزاب سیاسی در این کشور در سال ۱۹۹۰ و همچنین برگزاری انتخابات در ۱۹۹۱ بود. در انتخابات ۱۹۹۱ کرکو شکست خورد، قدرت را به شکلی صلح‌آمیز واگذار کرد و نخست‌وزیر پیشین نیکفور سوگلو به ریاست جمهوری رسید. نیکفور سوگلو با ائتلاف سه‌حزبی در مسند قدرت قرار گرفت. بنابر آمار وضعیت حقوق بشر پس از این تغییر و تحولات پیشرفت چشمگیری پیدا کرد. سوگلو در سال ۱۹۹۳ به حزب رنسانس بنین پیوست.
کرکو در انتخابات سال ۱۹۹۶ به قدرت رسید و پیروزی خود را در سال ۲۰۰۱ نیز تکرار کرد. انتخابات سال ۲۰۰۱ انتخاباتی ناسالم بود و منجر به آن شد که نفرات دوم و سوم انتخابات در دور اول در دور دوم انتخابات را تحریم کنند و کرکو با ۸۴٪ آرا برندهٔ انتخابات شود. در مارس ۲۰۰۳ ائتلاف حاکم در انتخابات پارلمان به پیروزی چشمگیری دست یافت. بنا بر گفتهٔ منابع بیطرف درصد شرکت کنندگان در انتخابات به شکل معناداری پایین بود اما تقلب انتخاباتی چشمگیری مشاهده نشد. اپوزیسیون این انتخابات را اگر چه مخدوش ندانست اما بدان اعتراض کرد. در انتخابات سال ۲۰۰۶ میلادی یایی بونی به عنوان رئیس‌جمهور بنین برگزیده شد.

### آزمون دموکراسی
انتخابات ریاست جمهوری سال ۲۰۰۶ آزمون دموکراسی بنین بود. در این انتخابات، نیکفور سوگلو نیز که بین سال‌های ۱۹۹۱ تا ۱۹۹۶ رئیس‌جمهور بنین بود، به دلیل بالاتر بودن سنش از حد نصاب قانون اساسی، نمی‌توانست نامزد ریاست جمهوری شود. «ماتیو کرکو» که به مدت ۱۰ سال رئیس‌جمهوری بنین بود، نیز به دلیل پیروزی در دو دوره گذشته و براساس قانون اساسی، حق کاندیدا شدن در انتخابات را نداشت. از آنجا که در کشورهای مختلف جهان (بویژه آفریقا)، سیاستمداران قدرتمند در چنین مواقعی قانون اساسی را به سود خود تغییر می‌دهند، تصور می‌شد کرکو نیز دست به چنین کاری بزند. درست چندماه پیش، همین مشکل برای «موسونی» رئیس‌جمهوری اوگاندا به وجود آمد و او با اصلاح قانون اساسی باز هم رئیس‌جمهور شد. اما کرکو قانون اساسی را عوض نکرد و در عوض، از آن اطاعت کرد، مسئله‌ای که در کشورهای آفریقایی سابقه کمی دارد. از سوی دیگر او هیچ‌کس را به عنوان وارث و جانشین خود نیز اعلام نکرد. امری که در میان رهبران آفریقا بسیار نادر بود. در مرحله دوم انتخابات بونی با ۷۵ درصد آرا انتخاب شد. درصد شرکت کنندگان در هر دو مرحله بسیار بالا بود و ناظران مستقل انتخابات را آزاد و منصفانه ارزیابی کردند.

## اقتصاد

صادرات بنین در سال ۲۰۱۷

واحد پول بنین، فرانک سی اف آ با واحد جزء (سانتیم) می‌باشد. صادرات بنین را نفت، پنبه، روغن نخل، دانه‌های روغنی و کاکائو تشکیل می‌دهند.
اقتصاد این سرزمین وابسته به کشاورزی است. پنبه، هسته روغن نخل سه چهارم صادرات کشور را تشکیل می‌دهد. تهیه لوازم زندگی و صنایع کوچک از جمله مصنوعات بنین به‌شمار می‌رود. دولت برای ترقی صنعتی کشور در سال ۱۹۷۵ برنامه هائی از جمله تأسیس کارخانه پارچه بافی با دو هزار نفر کارگر به مرحله اجرا درآورده است. از هر ده نفر نه نفر به کارهای زراعی و مشاغل وابسته به آن اشتغال دارند. بیشتر کالاهای بازرگانی کشور از بندر کوتونو که در عین حال بزرگ‌ترین شهر بنین است می‌گذرد. بنین یکی از اعضای اتحادیهٔ آفریقاست.

## مردم

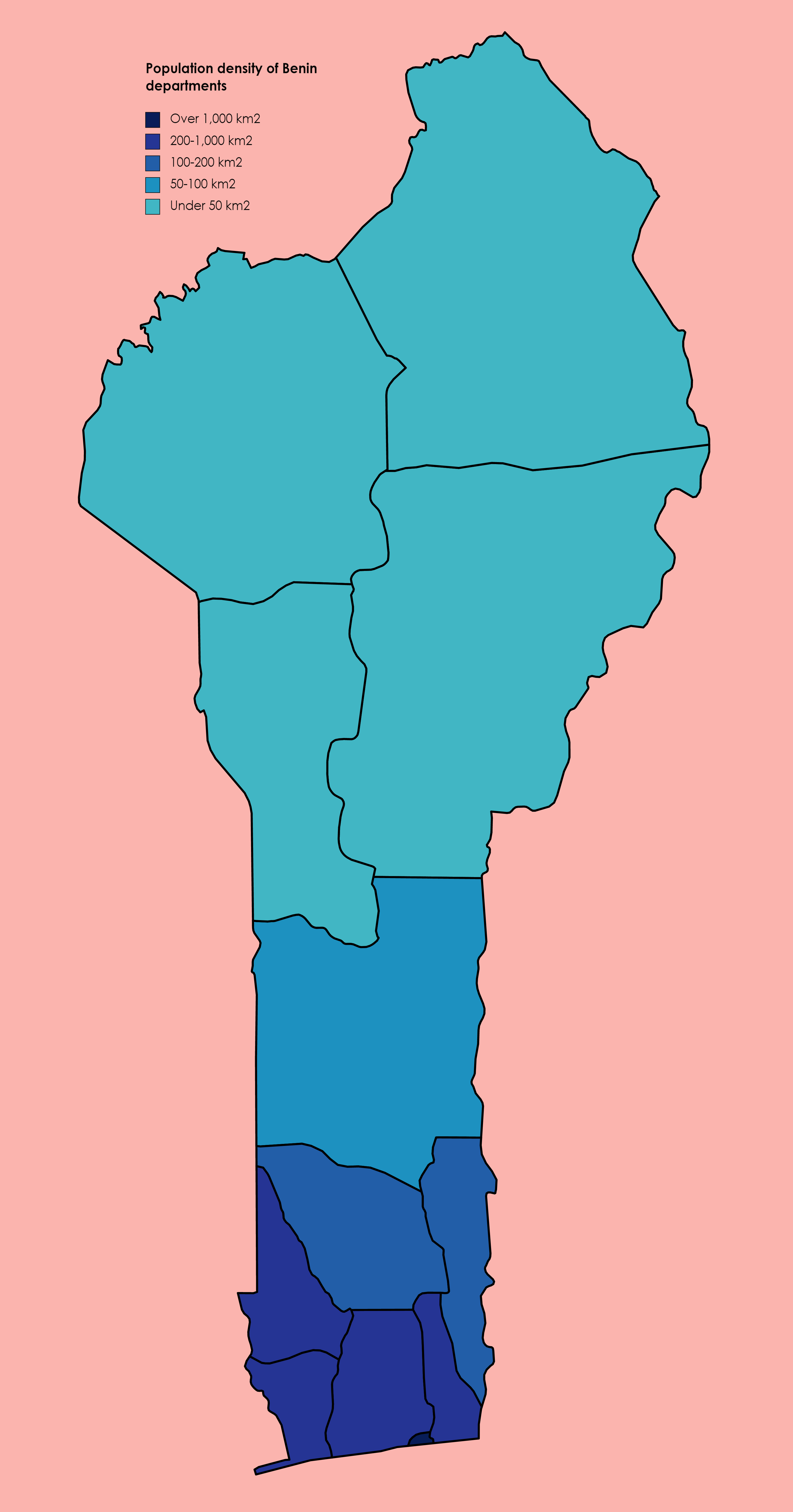
میزان تراکم جمعیت در منطقه‌های مختلف بنین

۴۰‎٪ نژاد مردم بنین را قبایل فون، ۱۲٪ را یوروبا، ۱۱٪ را آجارا و ۸٪ را باریبا تشکیل می‌دهند. زبان رسمی مردم بنین، فرانسوی است که در کنار آن بیش از ۶۰ زبان و لهجهٔ محلی نیز وجود دارد.
در منطقه شمالی بنین که تحت نفوذ سودانی‌ها یا هوساها به اسلام گردیده‌اند تحت تأثیر فرقه قادریه قرار گرفته‌اند. برخی از اقوام بومی این سرزمین در برابر اسلام مطلقاً غیرقابل نفوذ باقی ماندند. در کوه‌های آتاکورا جزء فاراجبانی که از نیجر، نیجریه و غنا آمده‌اند و مسلمانند مسلمانً دیگری وجود ندارد. در منطقه جنوب بنین اسلام اساساً شهری است. پیروان مذهب تیجانیه در کوتونو و پورتو نووو و اطراف آن زندگی می‌کند. شهر پورتو نووو محل برخورد مسلمانان آفریقایی و مسلمانان مهاجری بود که از آمریکای جنوبی آمده بودند. اسلام خیلی زود به این شهر وارد شد و حضور تاجران مسلمان در این شهر در اواخر قرن ۱۷ ذکر کرده‌اند.

## مذهب
طبق آمار سال ۲۰۰۲ میلادی، دین ۴۲٫۸٪ مردم بنین مسیحی(۲۷٫۱٪ کاتولیک، ۵٪ پیرو کلیسای آسمانی مسیح، ۳٫۲٪ متدیست و ۷٫۵٪ پیرو سایر فرقه‌های مسیحیت)، ۲۴٫۴٪ مسلمان، ۱۷٫۳٪ پیروی از آیین وودوو، ۶٪ پیرو سایر آیین‌های بومی مرسوم، ۱٫۹٪ پیرو سایر مذاهب و ۶٫۹٪ بدون دین بودند.